# Галантний стиль
Галантний стиль — стиль 18-го століття в музиці, образотворчому мистецтві та літературі. У Німеччині тісно пов'язаний стиль називався empfindsamer Stil (чутливий стиль). Ще один близький стиль — рококо. Галантний стиль виробився на противагу строгим стилям бароко, підкреслюючи легку елегантність замість поважної серйозності і високої величі бароко.

В літературі — еротичне письменство; любовна література в перехідний період від пізнього бароко до Просвітництва.